# هربرت جيمس هاجرمان
هربرت جيمس هاجرمان (بالإنجليزية: Herbert James Hagerman)‏ هو محامي أمريكي، ولد في 15 ديسمبر 1871 في ميلواكي في الولايات المتحدة، وتوفي في 28 يناير 1935 في سانتا فيه في الولايات المتحدة.